# Ernst Sigismund Fischer

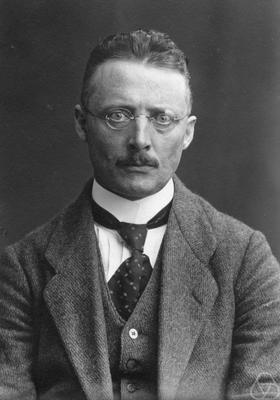
Ernst Sigismund Fischer (ca. 1920)

Ernst Sigismund Fischer (* 12. Juli 1875 in Wien; † 14. November 1954 in Köln) war ein österreichischer Mathematiker, der sich mit Analysis und Algebra beschäftigte.

## Leben und Wirken
Ernst Sigismund Fischer war der Sohn des Komponisten und Musikprofessors Jacob Fischer und studierte ab 1894 in Wien (und ein Semester in Berlin) u. a. bei Franz Mertens. 1899 wurde er dort bei Leopold Gegenbauer promoviert. Danach studierte er noch bei Hermann Minkowski in Zürich und Göttingen. 1902 war er Assistent von E. Waelsch an der deutschen Technischen Hochschule in Brünn. 1904 wurde er dort Privatdozent und 1910 außerordentlicher Professor. 1911 war er Professor in Erlangen als Nachfolger von Paul Gordan, wo auch gleichzeitig Emmy Noether am mathematischen Institut war, auf die er nach den Worten von Hermann Weyl größeren Einfluss als ihr Doktorvater Gordan ausübte, da er im Gegensatz zu diesem einen abstrakteren Standpunkt in der Algebra im Sinn der Schule von David Hilbert vertrat. Nach Wehrdienst im Ersten Weltkrieg war er ab 1920 Professor in Köln, wo er wegen jüdischer Vorfahren 1938 zwangsemeritiert wurde.
Fischer ist vor allem für seinen Beweis des nach ihm und Frigyes Riesz benannten Satzes von Fischer-Riesz bekannt über die Vollständigkeit des Raumes quadratintegrabler Funktionen {\displaystyle L^{2}}. In seiner entsprechenden Arbeit von 1907 führte er auch die „Konvergenz im Mittel“ im {\displaystyle L^{2}} ein. Mit gleichzeitigen Arbeiten von Frigyes Riesz (1907) war das ein wichtiger Schritt zur Entwicklung des Hilbertraumes. Sie benutzten dabei das Lebesgue-Integral und ihr Satz war einer der frühen Erfolge der Theorie der Integration von Henri Lebesgue.
Weiterhin ist nach ihm der Satz von Courant-Fischer benannt, der eine Darstellung der Eigenwerte einer symmetrischen oder hermiteschen Matrix als minimalen beziehungsweise maximalen Rayleigh-Quotienten angibt.
1931 war er Präsident der Deutschen Mathematiker-Vereinigung.